# Juznajab la Laguna
Juznajab la Laguna är en ort i Mexiko.   Den ligger i kommunen Comitán Municipality och delstaten Chiapas, i den sydöstra delen av landet, 800 km öster om huvudstaden Mexico City. Juznajab la Laguna ligger 1 838 meter över havet och antalet invånare är 703.
Terrängen runt Juznajab la Laguna är kuperad. Runt Juznajab la Laguna är det ganska tätbefolkat, med 100 invånare per kvadratkilometer. Närmaste större samhälle är Las Margaritas, 15,6 km sydost om Juznajab la Laguna. I omgivningarna runt Juznajab la Laguna växer huvudsakligen savannskog.